# Micheline Julitte
Micheline Julitte (née Fluchot à Paris, le 1er novembre 1934) est une athlète française, spécialiste du sprint, licenciée au Fémina Sport, à l'US Ivry, puis à l'US Métro.

## Palmarès
- 22 sélections en équipe de France A
- Elle a participé aux Jeux olympiques de 1956, à Melbourne sur 100 m, 200 m et sur 4 x 100 m.
- Elle a détenu le Record de France du relais 4 × 100 mètres avec Angèle Picado, Marthe Lambert-Djian et Catherine Capdevielle dans le temps de 46 s 1 réalisé à Dijon le 18 août 1956.
- Elle améliore par 2 fois le Record de France du 200 mètres :

| Performance | Lieu      | Date             |
| ----------- | --------- | ---------------- |
| 24 s 9      | Melbourne | 29 novembre 1956 |
| 24 s 8      | Poitiers  | 7 août 1958      |

Championnats de France Élite :
- - 3e du 100 mètres en 1956 (12 s 3)
- - Championne de France du 200 mètres en 1956 (25 s 8)
- - 2e du 100 mètres en 1957 (12 s 3)
- - Championne de France du 200 mètres en 1957 (25 s 3)
- - Championne de France du 200 mètres en 1958 (24 s 9)
- - 2e du 200 mètres en 1959 (25 s 6)
- - 3e du 200 mètres en 1956 (25 s 4)

## Records personnels
| Épreuve | Performance | Lieu           | Date |
| ------- | ----------- | -------------- | ---- |
| 100 m   | 12 s 2      | Paris          | 1956 |
| 200 m   | 24 s 8      | Poitiers       | 1958 |
| 400 m   | 56 s 0      | Viry-Chatillon | 1968 |